# Wegerichblättriger Natternkopf
Der Wegerichblättrige Natternkopf (Echium plantagineum), auch Wegerich-Natternkopf genannt, ist eine Pflanzenart aus der Familie der Raublattgewächse (Boraginaceae).
Eine andere regionale Bezeichnung war im 19. Jahrhundert Ochsenmaul (Mark Brandenburg).

## Beschreibung

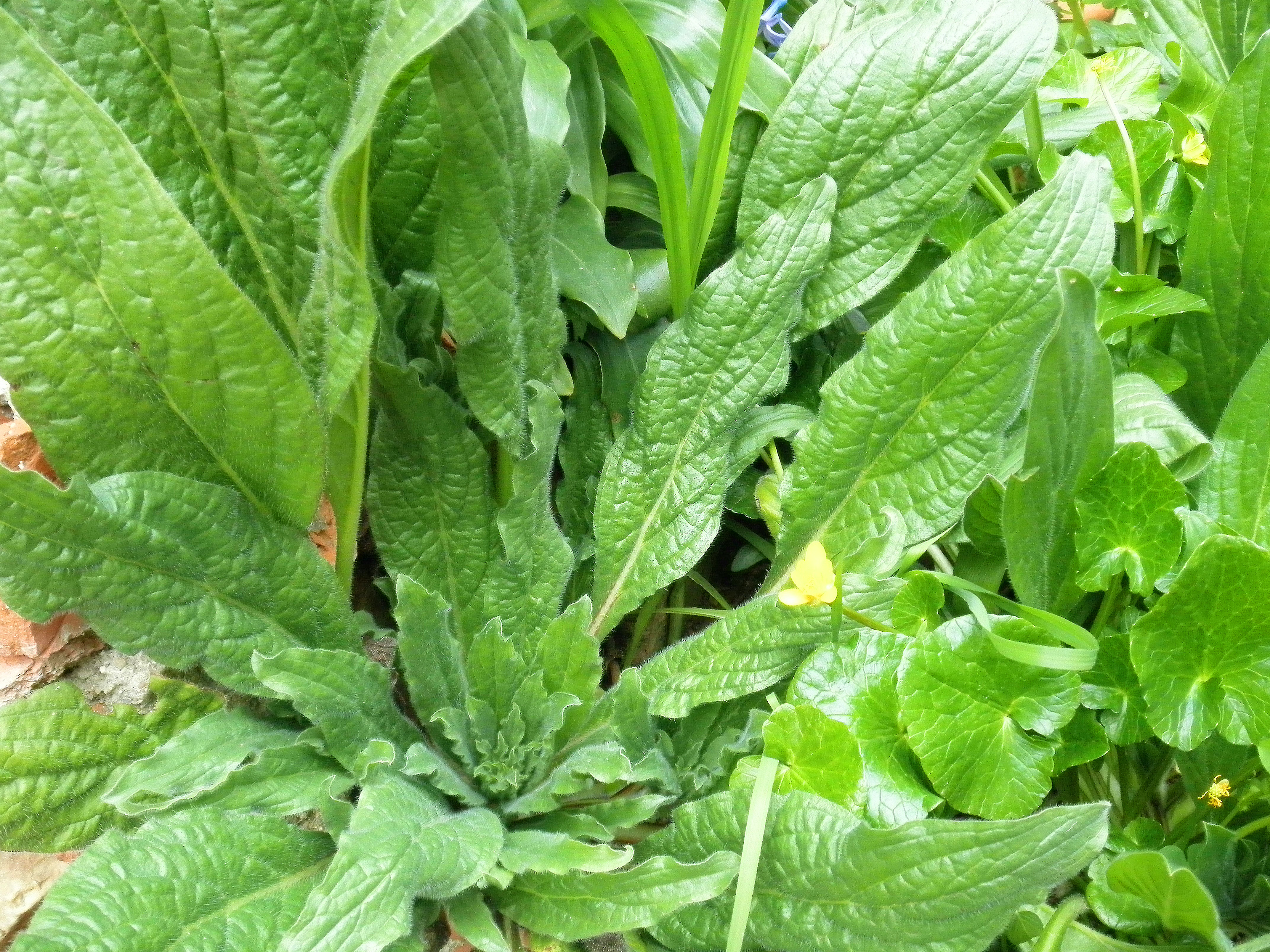
Blattrosette im ersten Jahr

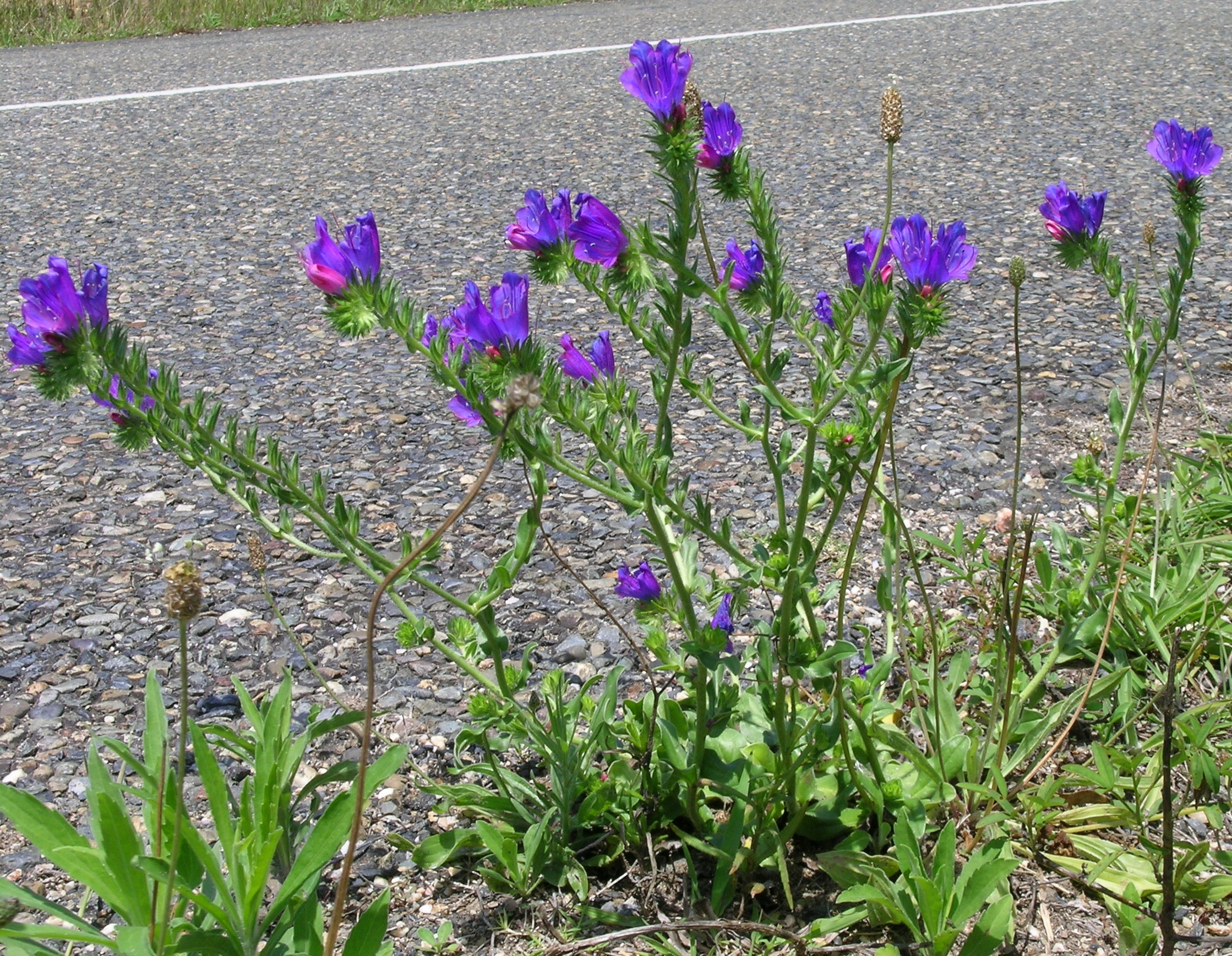
Habitus im zweiten Jahr

### Vegetative Merkmale
Der Wegerichblättrige Natternkopf ist eine ein- oder zweijährige oder ausdauernde krautige Pflanze und erreicht Wuchshöhen von 20 bis 60 Zentimetern. Die oberirdischen Pflanzenteile sind weichborstig behaart.
Die lang gestielten und eiförmig-spateligen Grundblätter sind in einer wegerich-ähnlichen Rosette angeordnet. Sie besitzen eine erhabene Nervatur und werden bis 14 Zentimeter lang. Die sitzenden Stängelblätter haben einen herzförmigen Grund und umfassen den Stängel bis zur Hälfte.

### Generative Merkmale
Die Blütezeit reicht von April bis Juli. Die zwittrigen Blüten sind fünfzählig mit doppelter Blütenhülle. Die Krone wird 18 bis 30 Millimeter lang und ist blau, später purpurrosa und breit-trichterförmig. Zwei der fünf Staubblätter ragen aus der Blüte heraus.
Die Nüsschen sind warzig.
Die Chromosomenzahl beträgt 2n = 16.

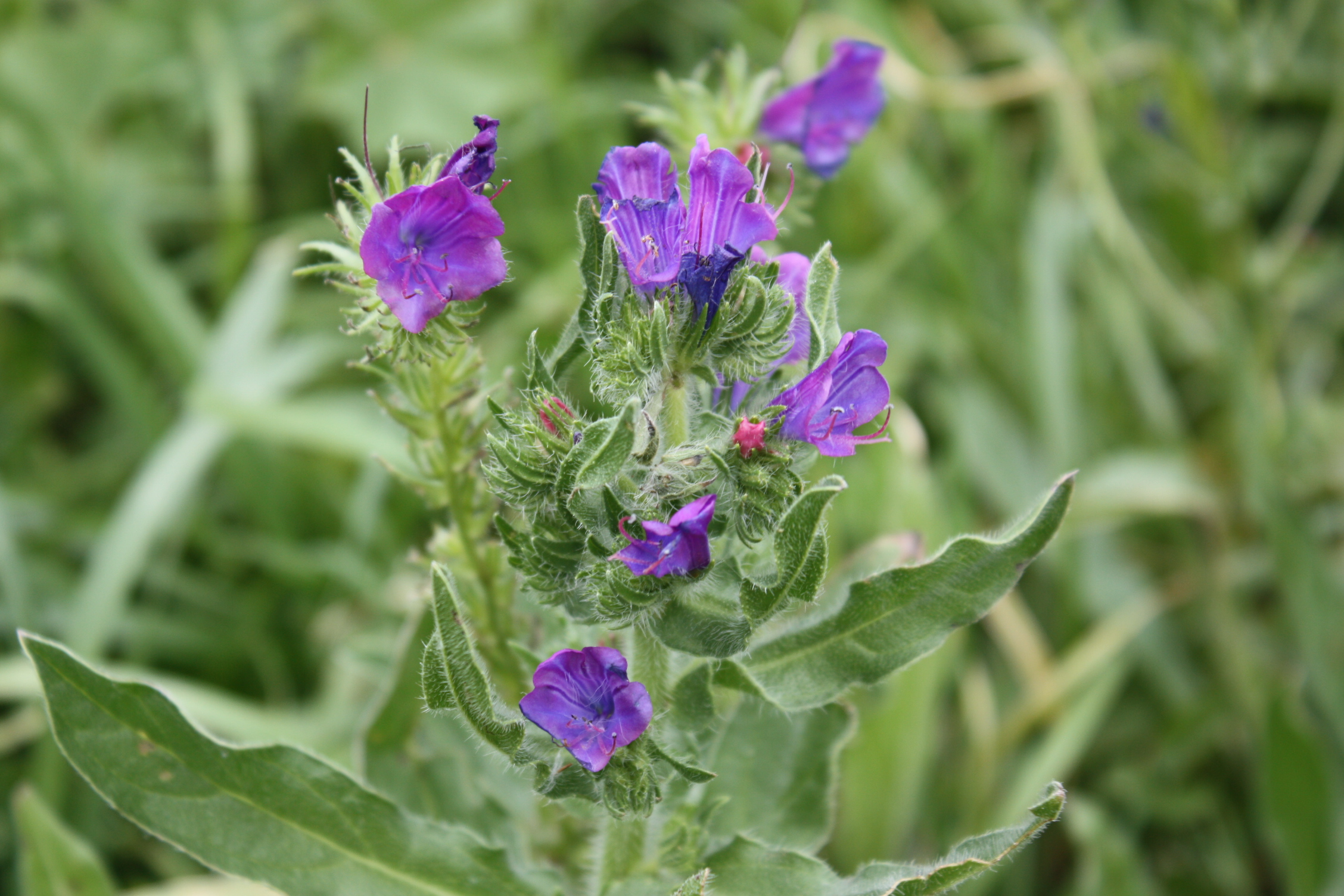
Blütenstand von oben

## Vorkommen
Diese mediterrane Art ist im gesamten Mittelmeerraum und Teilen Nordafrikas, Westasiens und Westeuropas (im Norden bis Südwestengland) sowie auf den Kanaren, Azoren und Madeira verbreitet. Als Standort werden Wegränder, trockene Brachflächen und Sandböden in Küstennähe bevorzugt. In Nordamerika und Australien ist Echium plantagineum ein schädlicher Neophyt.

## Invasive Pflanze und Giftigkeit
Echium plantagineum ist in den USA eingebürgert. Bekannt sind Bestände in Teilen der westlichen Bundesstaaten wie Kalifornien und Oregon, aber auch im Norden von Michigan. Oregon führt Echium plantagineum in Liste A und Liste T als schädliches Unkraut (Invasive Art). Die Vorkommen (erstmals 2003 entdeckt) sind lokal begrenzt und stehen unter Beobachtung bzw. werden eingedämmt (Stand 2012). Die Bevölkerung ist aufgerufen, die Pflanzen in neuen Verbreitungsgebieten zu bekämpfen und diese zu melden.
In Australien gehört Echium plantagineum zu den invasiven Arten. Die Einfuhr ist streng verboten. Besonders der Süden des Kontinents ist betroffen. In den Dürremonaten wächst die Art besser als anderes Grünfutter. Pferde fressen die Pflanzen und bekommen durch die Pflanzengifte einen chronischen Leberschaden. Nach einem großen Buschfeuer in Canberra Anfang 2003 fand die Art beste Wuchsbedingungen vor, was die Erkrankungsquote bei den Pferden deutlich erhöhte. Die meisten Pferde versterben, sechs Monate nachdem sie die Pflanzen gefressen haben.

## Taxonomie
Echium plantagineum L. hat die Synonyme: Echium lycopsis auct. non L., Echium maritimum Willd., Echium murale Hill, Echium plantaginoides Roem. & Schult., Echium sennenii Pau.